# تساي غريفيثز
تساي غريفيثز (بالإنجليزية: Cai Griffiths)‏ هو لاعب اتحاد الرغبي بريطاني، ولد في 5 يناير 1984 في بانغور في المملكة المتحدة.